# Nagcarlan
Nagcarlan là một đô thị hạng 3 ở tỉnh Laguna, Philippines. Theo điều tra dân số năm 2000 của Philipin, đô thị này có dân số 48.727 người trong 10.708 hộ. Cự ly 21 km về phía đông bắc San Pablo City, 99 km về phía nam Manila, Philippines. Tọa độ là N14°07.93' E121°24.93', ở khu vực có độ cao 229 m trên mực nước biển.

## Các đơn vị hành chính
Nagcarlan được chia ra 52 barangay.
| - Abo - Alibungbungan - Alumbrado - Balayong - Balimbing - Balinacon - Bambang - Banago - Banca-banca - Bangcuro - Banilad - Bayaquitos - Buboy - Buenavista - Buhanginan - Bukal - Bunga - Cabuyew | - Calumpang - Kanluran Kabubuhayan - Silangan Kabubuhayan - Labangan - Lawaguin - Kanluran Lazaan - Silangan Lazaan - Lagulo - Maiit - Malaya - Malinao - Manaol - Maravilla - Nagcalbang - Poblacion I - Poblacion II - Poblacion III | - Oples - Palayan - Palina - Sabang - San Francisco - Sibulan - Silangan Napapatid - Silangan Ilaya - Sinipian - Santa Lucia - Sulsuguin - Talahib - Talangan - Taytay - Tipacan - Wakat - Yukos |